# Ерміт амазонійський
Ермі́т амазонійський (Phaethornis aethopygus) — вид серпокрильцеподібних птахів родини колібрієвих (Trochilidae). Ендемік Бразилії. Раніше вважався конспецифічним з тринідадським ермітом, однак був визнаний окремим видом. У 1996 році була висунута гіпотеза, що насправді світлочеревий ерміт є гібридом між гаянським ермітом і рудим ермітом, однак дослідження 2009 року не підтвердило цю гіпотезу.

## Опис
Довжина птаха становить 9 см. У самців верхня частина тіла оливково-зелена з легким відблиском, пера на ній мають іржасті края. Надхвістя і верхні покривні пера хвоста рудуваті, хвіст округлої форми, темно-буруватий, стернові пера мають руді стрижні, всі вони, крім крайніх, мають білі кінчики. Обличчя коричнювате, Через очі ідуть широкі чорнуваті смуги, над очима бліді "брови". Підборіддя біле, горло чорне, під дзьобом руді "вуса". Нижня частина тіла рудувато-коричнева. Дзьоб середнього розміру, дещо вигнутий, зверху чорний, знизу тьмяно-жовтуватий з коричневим кінчиком. Лапи жовтуваті. У самиць нижня частина тіла охристо-оливкова з рудуватим відтігнком, пера на горлі у них мають рудувато-коричневі края. Верхні покривні пера крил мають зелену центральну частину і рудувато-коричневі края.

## Поширення і екологія
Амазонійські ерміти мешкають в Бразильській Амазонії, на південь від Амазонки, між річками Телес-Пірес, Тапажос і Шінгу. Вони живуть у вологих рівнинних тропічних лісах, у варзейських лісах (тропічних лісах у заплавах Амазонки і її притоків) та на річкових островах. Живляться нектаром квітів, а також дрібними комахами і павуками. 

## Збереження
МСОП класифікує цей вид як вразливий. Амазонійським ермітам загрожує знищення природного середовища.